# Asota anadota
Asota anadota är en fjärilsart som beskrevs av Willie Horace Thomas Tams 1935. Asota anadota ingår i släktet Asota och familjen nattflyn. Inga underarter finns listade i Catalogue of Life.